# Achlyodidini
De Achlyodidini zijn een geslachtengroep van vlinders in de onderfamilie Pyrginae van de familie dikkopjes (Hesperiidae). De hier gegeven samenstelling van deze tribus volgt Warren et al. (2009).

## Geslachten
- Achlyodes Hübner, 1819
- Aethilla Hewitson, 1868
- Atarnes Godman & Salvin, 1897
- Charidia Mabille, 1903
- Doberes Godman & Salvin, 1895
- Eantis Boisduval, 1836
- Gindanes Godman & Salvin, 1895
- Haemactis Mabille, 1903
- Milanion Godman & Salvin, 1895
- Ouleus Lindsey, 1925
- Paramimus Hübner, 1819
- Pythonides Hübner, 1819
- Quadrus Lindsey, 1925
- Zera Evans, 1953